# Ernst Schmit von Tavera
Ernst Schmit von Tavera, indicato anche come: Shmidt o Schmitt (Vienna, 1º gennaio 1839 – Vienna, 5 novembre 1904), è stato un diplomatico e nobile austriaco.

## Biografia
Nato a Vienna, Ernst Schmit era figlio del medico Anton Schmit (1793-1862) che fu archiatra di corte.
Ernst ebbe modo di studiare legge all'Università di Vienna e lavorò per un breve periodo nella direzione finanziaria della provincia della Bassa Austria. Nel 1861 entrò nel servizio diplomatico nazionale, venendo impiegato per qualche tempo a Berna e dal 1864 in Messico come addetto d'ambasciata. Qui presenziò alla destituzione dell'imperatore Massimiliano e su sua richiesta testimoniò davanti al tribunale militare che infine condannò il sovrano. Schmit mise comunque in dubbio la legittimità dell'intero processo e alla fine non gli rimase altra opzione che fuggire dal Messico, temendo anch'egli per la sua vita. In seguito tornò a Città del Messico solo per riaccompagnare il cadavere dell'ex imperatore nel suo viaggio di ritorno in Austria. Negli anni 1867-1878 ricoprì incarichi diplomatici minori a Copenaghen, Stoccolma, Atene e Washington, divenendo poi consigliere d'ambasciata a Roma (1879-1882) ed a Berlino (1883-1887). Dal 1887 al 1894 fu ambasciatore austro-ungarico negli Stati Uniti e con la stessa carica venne infine trasferito in Brasile (1894-1896). Per diversi anni rimase nelle disponibilità del ministero degli esteri ma si ritirò definitivamente nel 1901.
Parallelamente, condusse una carriera di scrittore e storico: nel 1870 scrisse una tragedia letteraria della fine dell'imperatore Massimiliano del Messico della quale egli fu testimone oculare. Tuttavia, a causa della sensibilità del soggetto (Massimiliano era il fratello minore dell'imperatore Francesco Giuseppe), il libro non poté essere pubblicato per molto tempo, pur comunque riscuotendo poi un notevole successo.
Il fratello maggiore di Ernst, Karl Schmit (1832-1872), divenne famoso come storico, ricercatore d'archivio e autore di numerosi libri.